# Prinsesse Bathildis af Anhalt-Dessau
Prinsesse Bathildis af Anhalt-Dessau (tysk: Prinzessin Bathildis Amalgunde von Anhalt-Dessau) (29. december 1837 – 10. februar 1902) var en prinsesse af tysk og dansk afstamning. Sammen med sin mand Prins Vilhelm af Schaumburg-Lippe grundlagde hun en sidelinje til fyrstehuset Schaumburg-Lippe, der boede på slottet Náchod i Bøhmen. 
Hun var i familie med de danske konger, med hertugerne af Glücksborg og med landgreverne af Hessen-Kassel.

## Biografi

### Fødsel og baggrund
Prinsesse Bathildis blev født den 29. december 1837 i Dessau som datter af prins Frederik August af Anhalt-Dessau (1799–1864) i hans ægteskab med prinsesse Marie af Hessen-Kassel (1814–1895). 
Hendes far var søn af arveprins Frederik af Anhalt-Dessau (1769–1814) og sønnesøn af hertug Leopold 3. af Anhalt-Dessau (1740–1817). 
Prins Frederik August var en yngre bror til hertug Leopold 4. af Anhalt-Dessau. Leopold 4. blev hertug af Anhalt-Dessau, da hans farfar døde i 1817. I 1847 blev han også hertug af Anhalt-Köthen. I 1863 arvede han Anhalt-Bernburg, der havde været regereret af Frederikke af Glücksborg (en ældre søster til Christian 9.) og hendes skizofrene mand hertug Alexander Carl (1805–1863). I 1863–1871 var Leopold 4. dermed den første hertug over det forenede hertugdømme Anhalt.
Prinsesse Bathildis mor var datter af prinsesse Charlotte af Danmark (1789– 1864) og landgreve Vilhelm af Hessen-Kassel (1787–1867). Prinsesse Marie var dermed datterdatter af Arveprins Frederik og oldedatter af kong Frederik 5. af Danmark-Norge og Juliane Marie af Danmark-Norge. Prinsesse Maries yngre søster Louise af Hessen-Kassel blev gift med Christian 9. og dermed dronning af Danmark.
Prinsesse Bathildis var kusine til blandt andre kong Frederik 8. af Danmark, kong Georg 1. af Grækenland, dronning Alexandra af Storbritannien og kejserinde Dagmar af Rusland.
Prinsesse Bathildis havde to søstre. Den ældste søster Adelheid Marie (1833–1916) blev gift med Adolf 1. af Luxembourg, der var hertug af Nassau fra 1839 til 1866 og storhertug af Luxembourg fra 1890 til 1905. Den yngste søster Hilda (1839–1926) levede ugift i Dessau.

### Ægteskab og børn
Prinsesse Bathildis giftede sig den 30. maj 1862 i Dessau med Prins Vilhelm af  Schaumburg-Lippe (1834–1906), en yngre søn af fyrst Georg Vilhelm af Schaumburg-Lippe i hans ægteskab med prinsesse Ida af Waldeck og Pyrmont.
Otte af Bathildis's og Vilhelms børn overlevede barndommen:
- Prinsesse Charlotte af Schaumburg-Lippe (1864–1946), gift med kong Wilhelm 2. af Württemberg, hun blev Württembergs sidste dronning (1891 – 1918)
- Prins Franz Joseph af Schaumburg-Lippe (1865–1881)
- Prins Frederik af Schaumburg-Lippe (1868 – 1945), gift med sin grandkusine Prinsesse Louise af Danmark (datter af Frederik 8.)
- Prins Albrecht af Schaumburg-Lippe (1869–1942), gift med titulær hertuginde Elsa af Württemberg
- Prins Maximilian af Schaumburg-Lippe (1871–1904), gift med titulær hertuginde Olga af Württemberg
- Prinsesse Bathildis af Schaumburg-Lippe (1873–1962), gift med regerede fyrste (1893–1918) Frederik af Waldeck og Pyrmont
- Prinsesse Adelheid af Schaumburg-Lippe (1875–1971 i Ballenstedt, DDR), gift med regerede hertug (1908 – 1918) Ernst 2. af Sachsen-Altenburg
- Prinsesse Alexandra  af Schaumburg-Lippe (1879–1949)

### Senere liv
Prinsesse Bathildis døde 64 år gammel den 10. februar 1902 på slottet i Nachod i Kongeriget Bøhmen (nu Náchod, Tjekkiet).

## Arveret til den danske trone
Ifølge Kongeloven var Prinsesse Bathildis født med arveret til den danske trone. 
Hendes mors morbror Christian 8. blev konge i 1839, mens hendes mors fætter Frederik 7. blev konge i 1848. 
Ved Frederik 7.s tronbestigelse var arvefølgen, (slægtskab til Bathildis er oplyst):
1. Arveprins Ferdinand (1792–1863), tronfølger 1848–juni 1963, (morbror til hendes mor)
2. Juliane Sophie af Danmark (1788–1850), (gift med den titulære landgreve Frederik Vilhelm Carl Ludvig af Hessen-Philippsthal-Barchfeld), (moster til hendes mor)
3. Charlotte af Danmark (1789–1864), (mormor)
4. Frederik af Hessen-Kassel (1820–1884) (morbror)
5. Marie af Hessen-Kassel (1814–1895), (mor)
6. Adelheid Marie af Anhalt-Dessau (1833–1916), (søster)
7. Bathildis af Anhalt-Dessau selv, (1837–1902)

I 1851 overdrog Prinsesse Marie af Hessen-Kassel og hendes bror deres arveret til søsteren Louise af Hessen-Kassel og svogeren prins Christian af Glücksborg. Arveafkaldet gjaldt også for deres efterkommere og banede vejen for, at dronning Louise og kong Christian 9. kom på den danske trone i 1863. 
I 1853 vedtog rigsdagen en ny tronfølgelov med en ren mandelig arvefølge blandt efterkommerne af Louise af Hessen-Kassel og  prins Christian af Glücksborg. I 1953 blev den kvindelige arvefølge genindført i Danmark, men den nye arvefølge gælder kun for efterkommere af kong Christian 10. og Dronning Alexandrine.